# Bhavanur, Shirhatti
Bhavanur là một làng thuộc tehsil Shirhatti, huyện Gadag, bang Karnataka, Ấn Độ.